# Clandestino (album)
Clandestino is het eerste album uitgebracht door Manu Chao in 1998, zijn eerste solowerk.

## Nummers
1. "Clandestino" – 2:28
2. "Desaparecido" – 3:47
3. "Bongo Bong" – 2:38
4. "Je Ne T'Aime Plus" – 2:03
5. "Mentira ..." – 4:37
6. "Lagrimas De Oro" – 2:58
7. "Mama Call" – 2:21
8. "Luna Y Sol" – 3:07
9. "Por El Suelo" – 2:21
10. "Welcome To Tijuana" – 4:04
11. "Dia Luna ... Dia Pena" – 1:30
12. "Malegria" – 2:55
13. "La Vie A 2" – 3:01
14. "Minha Galera" – 2:22
15. "La Despedida" – 3:10
16. "El Viento" – 2:26